# Manuel Bauer
Pour les articles homonymes, voir Bauer.
Manuel Bauer, né en 1966, est un photographe suisse, lauréat du Greenpeace Photo Award 2014. 

## Biographie
Manuel Bauer réalise des séries de photos du dalaï-lama au cours de ses voyages et activités. Il a attiré son attention pour avoir été le premier photographe à documenter la fuite en exil des Tibétains à travers l'Himalaya, au péril de sa vie. En 1995, il accompagna un père et sa fille de 6 ans, partis en avril, à une époque où il faisait très froid. Les soldats chinois, en différents postes, tiraient parfois pour tromper l'ennui. Après la traversée de la frontière chinoise, le risque s'est accru car des officiels népalais renvoient, après les avoir dévalisés, les Tibétains en captivité en Chine pour plaire aux dirigeants chinois.
En 2020, Manuel Bauer a lancé un autre projet majeur et – en tant que caméraman – un film sur le 14e dalaï-lama. Son titre provisoire était « La révolution de la compassion ». Dans le film, le dalaï-lama parle de la situation mondiale et apporte des réponses aux questions les plus urgentes de l'humanité. Le documentaire cinématographique a célébré sa première mondiale sous le titre définitif Wisdom of Happiness le 8 octobre 2024 dans le cadre du Festival du film de Zurich.